# Kanadische Frauen-Rugby-Union-Nationalmannschaft
Die kanadische Frauen-Rugby-Union-Nationalmannschaft (englisch Canada women’s national rugby union team; französisch Équipe du Canada féminine de rugby à XV) ist die Nationalmannschaft Kanadas in der Sportart Rugby Union und repräsentiert das Land bei allen Länderspielen (Test Matches) der Frauen. Die Mannschaft trägt die Spitznamen Canucks und Maple Leafs. Die organisatorische Verantwortung trägt Rugby Canada (RC). Das Team gilt als die zweitbeste Nationalmannschaft auf dem amerikanischen Doppelkontinent (nach den Vereinigten Staaten). Traditionell spielt Kanada in roten Trikots mit weißen Farbakzenten, roten Hosen mit weißen Streifen und roten Socken mit weißen Streifen.
Seine wichtigsten internationalen Auftritte hat das Team bei den alle vier Jahre stattfindenden Weltmeisterschaften. Kanada erreichte 2014 mit dem zweiten Platz das bisher bestes Ergebnis. Jedes Jahr nimmt die Mannschaft am Turnier Pacific Four Series teil, zusammen mit Australien, Neuseeland und den Vereinigten Staaten. Eine ehemalige Spielerin wurde in die World Rugby Hall of Fame aufgenommen.

## Organisation
Verantwortlich für die Organisation von Rugby Union in Kanada ist Rugby Canada (RC). Der Verband wurde 1974 gegründet und 1987, kurz vor der ersten Weltmeisterschaft, Vollmitglied des International Rugby Football Board (IRFB; heute World Rugby). Rugby Canada ist außerdem Gründungsmitglied der North America and West Indies Rugby Association (NAWIRA, heute Rugby Americas North), die 2001 entstand, als Kanada und die USA der West Indies Rugby Association beitraten.

## Geschichte
Das kanadische Frauenrugby begann seine Entwicklung in den 1980er Jahren mit dem ersten Test Match 1987 in Victoria gegen eine andere debütierende Nationalmannschaft, den Vereinigten Staaten. Dies war gleichzeitig das erste Frauenländerspiel außerhalb Europas.
1991 nahm Kanada an der ersten Weltmeisterschaft in Wales teil. Das Team erreichte den fünften Platz nach dem Sieg über Spanien mit 19:4 im Play-off. Seitdem nahmen die Kanadierinnen an jeder Weltmeisterschaft teil.
Bei der Weltmeisterschaft 2014 erreichten die Kanadierinnen das Finale. Sie begannen das Turnier in derselben Gruppe wie die späteren Weltmeisterinnen England. Das Gruppenspiel endete mit 13:13 unentschieden, während sie die erneute Begegnung im Finale mit 9:21 verloren.
2022 erreichte Kanada den vierten Platz nach der Niederlage gegen Frankreich im Play-off bei der aufgrund der weltweiten COVID-19-Pandemie verspätet ausgetragenen Weltmeisterschaft 2021.

## Trikot, Logo und Spitzname
Kanada spielt traditionell in roten Trikots mit weißen Farbakzenten, roten Hosen mit weißen Streifen und roten Socken mit weißen Streifen. Das Auswärtstrikot ist weiß mit roten Farbakzenten, weißen Hosen mit roten Streifen und roten Socken mit weißen Streifen.
Das Logo des Verbandes Rugby Canada zeigt ein elfzackiges Zuckerahornblatt (Acer saccharum) in den Nationalfarben weiß und rot, entlehnt von der Flagge Kanadas, mit dem Schriftzug Rugby darauf. Die Spitznamen der Nationalmannschaft lauten Canucks, entlehnt von der umgangssprachlichen Bezeichnung für Kanadier, und Les Rouges (französisch „die Roten“), abgeleitet von der Trikotfarbe.

## Stadien
Wie in den Rugbynationen Frankreich, Irland, Italien, Neuseeland, Schottland, Südafrika, den Vereinigten Staaten und Wales gibt es in Kanada kein offizielles „Nationalstadion“, vielmehr absolvieren die Canucks in zahlreichen verschiedenen Orten Kanadas ihre Heimspiele.

## Test Matches
Kanada hat 85 seiner bisher 170 Test Matches gewonnen, was einer Gewinnquote von 50,00 % entspricht. Die Statistik der Test Matches Kanadas gegen alle Nationen, alphabetisch geordnet, ist wie folgt (Stand: 9. Januar 2025):
| Land               | Spiele | Gewonnen | Unent- schieden | Verloren | % Siege |
| ------------------ | ------ | -------- | --------------- | -------- | ------- |
| Australien         | 6      | 6        | 0               | 0        | 100,00  |
| England            | 37     | 3        | 1               | 33       | 8,33    |
| Fidschi            | 1      | 1        | 0               | 0        | 100,00  |
| Frankreich         | 18     | 9        | 0               | 9        | 50,00   |
| Hongkong           | 1      | 1        | 0               | 0        | 100,00  |
| Irland             | 4      | 3        | 0               | 1        | 75,00   |
| Italien            | 3      | 3        | 0               | 0        | 100,00  |
| Japan              | 2      | 2        | 0               | 0        | 100,00  |
| Kasachstan         | 2      | 2        | 0               | 0        | 100,00  |
| Neuseeland         | 18     | 1        | 0               | 17       | 5,56    |
| Niederlande        | 1      | 1        | 0               | 0        | 100,00  |
| Samoa              | 1      | 1        | 0               | 0        | 100,00  |
| Schottland         | 7      | 6        | 0               | 1        | 85,71   |
| Schweden           | 1      | 1        | 0               | 0        | 100,00  |
| Sowjetunion        | 1      | 1        | 0               | 0        | 100,00  |
| Spanien            | 3      | 3        | 0               | 0        | 100,00  |
| Südafrika          | 4      | 4        | 0               | 0        | 100,00  |
| Vereinigte Staaten | 46     | 27       | 0               | 19       | 56,52   |
| Wales              | 14     | 10       | 2               | 2        | 71,43   |
| Gesamt             | 170    | 85       | 3               | 82       | 50,00   |

## Rivalitäten mit anderen Nationalmannschaften
Der größte Rivale Kanadas im Rugby Union sind die Vereinigten Staaten. Kanada bestritt mehr Test Matches gegen den südlichen Nachbarn als gegen jedes andere Land. Beide Mannschaften trafen 1987 erstmals aufeinander und von den 46 bisherigen Begegnungen gewann Kanada 27, während die Vereinigten Staaten 19 für sich entschieden. Kanada und die Vereinigten Staaten gehören im Frauenrugby zu den erfolgreichsten Teams bei Weltmeisterschaften, so erreichten die Kanadierinnen 2014 das Finale, während die US-Amerikanerinnen die erste Weltmeisterschaft 1991 gewannen und die beiden darauffolgenden Male das Finale erreichten. Bisher trafen beide Teams bei drei Weltmeisterschaften viermal aufeinander: 1998, 2010 und gleich zweimal bei der WM 2021, die verzögert 2022 ausgetragen wurde. Seit 2021 treffen beide Mannschaften im Rahmen der jährlichen Pacific Four Series aufeinander, an der auch Australien und Neuseeland teilnehmen. Von 1987 bis 1999 blieben die Vereinigten Staaten bei neun Test Matches in Folge unbesiegt, seit 2019 konnte Kanada diese Serie einstellen und ebenfalls neun Spiele für sich entscheiden.
Kanada pflegt auch eine gewisse Rivalität mit England. Von den 37 bisherigen Begegnungen gewann England 33 und Kanada drei, zuzüglich ein Unentschieden. So traf Kanada bei einer Endspielteilnahme auf England, ebenso bestritten beide Teams ein Spiel um Platz drei gegeneinander (unterlag jedoch jeweils).

## Erfolge

### Weltmeisterschaften
Kanada hat bisher an jeder Weltmeisterschaft teilgenommen. Das beste Resultat war der zweite Platz beim Turnier 2014.
| Jahr | Resultat        | Spiele          | Siege           | Unent.          | Ndlg.           | +/-             | Punkte          |
| ---- | --------------- | --------------- | --------------- | --------------- | --------------- | --------------- | --------------- |
| 1991 | 5. Platz        | 5               | 3               | 1               | 1               | 80:37           | –               |
| 1994 | 6. Platz        | 5               | 2               | 0               | 3               | 105:46          | –               |
| 1998 | 4. Platz        | 5               | 2               | 0               | 3               | 52:163          | –               |
| 2002 | 4. Platz        | 4               | 2               | 0               | 2               | 84:94           | 6               |
| 2006 | 4. Platz        | 5               | 2               | 0               | 3               | 145:28          | 10              |
| 2010 | 6. Platz        | 5               | 2               | 0               | 3               | 146:66          | 10              |
| 2014 | 2. Platz        | 5               | 3               | 1               | 1               | 113:62          | 12              |
| 2017 | 5. Platz        | 5               | 4               | 0               | 1               | 213:60          | 9               |
| 2021 | 4. Platz        | 6               | 4               | 0               | 2               | 143:104         | 15              |
| 2025 | qualifiziert    | qualifiziert    | qualifiziert    | qualifiziert    | qualifiziert    | qualifiziert    | qualifiziert    |
| 2029 | noch ausstehend | noch ausstehend | noch ausstehend | noch ausstehend | noch ausstehend | noch ausstehend | noch ausstehend |
| 2033 | noch ausstehend | noch ausstehend | noch ausstehend | noch ausstehend | noch ausstehend | noch ausstehend | noch ausstehend |

### Pacific Four Series
Kanadas einziges jährliches Turnier ist die Pacific Four Series, bei der das Team gegen drei andere pazifische Mannschaften antritt: Australien, Neuseeland und die Vereinigten Staaten. Die Pacific Four Series wurde 2021 zwischen Kanada und den Vereinigten Staaten erstmals ausgetragen, 2022 kamen Australien und Neuseeland hinzu. Den Kanadierinnen gelangen zwei Turniersiege.
- Turniersiege (2): 2021, 2024

## Spielerinnen

### Aktueller Kader
Die folgenden Spielerinnen bilden den Kader während der Weltmeisterschaft 2025:
| Spielerin             | Position         | Mannschaft                             | Länderspiele |
| --------------------- | ---------------- | -------------------------------------- | ------------ |
| Olivia Apps           | Gedrängehalb     | Lindsay                                | 18           |
| Justine Pelletier     | Gedrängehalb     | Bordeaux                               | 37           |
| Claire Gallagher      | Verbinderin      | Trailfinders                           | 18           |
| Taylor Perry          | Verbinderin      | Exeter Chiefs / Oakville Crusaders     | 15           |
| Alex Tessier          | Verbinderin      | Exeter Chiefs / Saint-Anne-de-Bellevue | 59           |
| Alysha Corrigan       | Innendreiviertel | Saracens                               | 21           |
| Shoshanah Seumanutafa | Innendreiviertel | Chiefs Manawa                          | 18           |
| Fancy Bermudez        | Außendreiviertel | Saracens / Westshore                   | 18           |
| Paige Farries         | Außendreiviertel | Saracens                               | 40           |
| Asia Hogan-Rochester  | Außendreiviertel | Toronto Nomads / Westshore             | 03           |
| Florence Symonds      | Außendreiviertel | University of British Columbia         | 12           |
| Sarah-Maude Lachance  | Schlussfrau      | Bordeaux                               | 10           |
| Julia Schell          | Schlussfrau      | Trailfinders / Castaway Wanderers      | 26           |

| Spielerin          | Position               | Mannschaft                               | Länderspiele |
| ------------------ | ---------------------- | ---------------------------------------- | ------------ |
| Gillian Boag       | Haklerin               | Capilano                                 | 32           |
| Taylor McKnigh     | Haklerin               | University of Guelph / Aurora Barbarians | 01           |
| Emily Tuttosi      | Haklerin               | Exeter Chiefs / Calgary Hornets          | 34           |
| Olivia DeMerchant  | Pfeiler                | Halifax Tars                             | 60           |
| McKinley Hunt      | Pfeiler                | Saracens / Aurora Barbarians             | 32           |
| Brittany Kassil    | Pfeiler                | Guelph Goats                             | 46           |
| DaLeaka Menin      | Pfeiler                | Exeter Chiefs / Calgary Hornets          | 63           |
| Maya Montiel       | Pfeiler                | Saracens                                 | 05           |
| Mikiela Nelson     | Pfeiler                | Exeter Chiefs / Capilano                 | 10           |
| Tyson Beukeboom    | Zweite-Reihe-Stürmerin | Cowichan Piggies / Aurora Barbarians     | 77           |
| Caroline Crossley  | Zweite-Reihe-Stürmerin | Castaway Wanderers                       | 07           |
| Courtney O’Donnell | Zweite-Reihe-Stürmerin | Red Deer Titans                          | 46           |
| Julia Omokhuale    | Zweite-Reihe-Stürmerin | Saracens / Calgary Irish                 | 07           |
| Rachel Smith       | Zweite-Reihe-Stürmerin | University of British Columbia           | 03           |
| Pamphinette Buisa  | Flügelstürmerin        | Ottawa Irish                             | 17           |
| Sophie de Goede    | Flügelstürmerin        | Saracens / Castaway Wanderers            | 35           |
| Fabiola Forteza    | Flügelstürmerin        | Bordeaux                                 | 35           |
| Karen Paquin       | Flügelstürmerin        | Club de rugby de Quebec                  | 45           |
| Laetitia Royer     | Flügelstürmerin        | Saracens / Saint-Anne-de-Bellevue        | 18           |
| Gabby Senft        | Flügelstürmerin        | Saracens / Castaway Wanderers            | 32           |

### Bekannte Spielerinnen

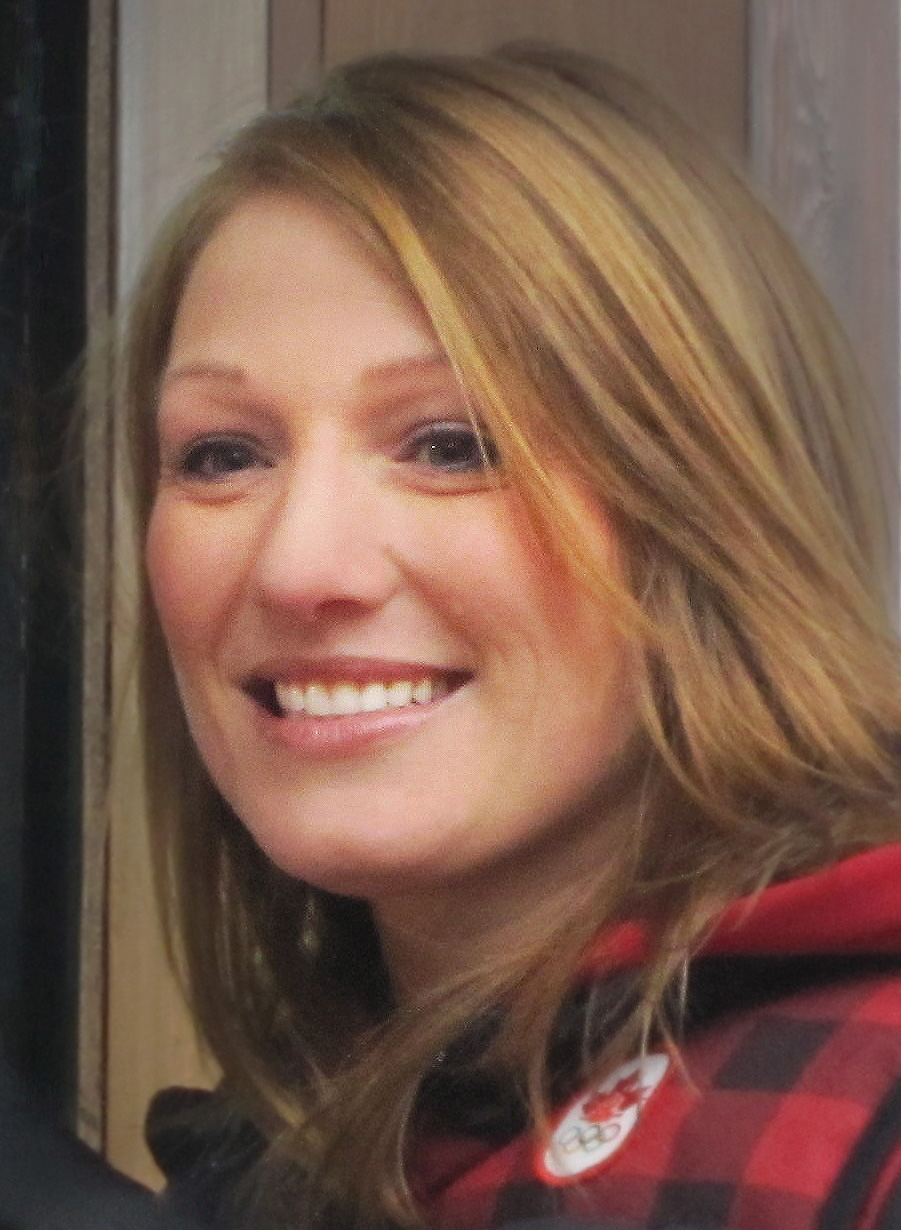
Heather Moyse (2010)

Eine ehemalige kanadische Spielerin wurde aufgrund ihrer herausragenden Leistungen in die World Rugby Hall of Fame aufgenommen:
| Spielerin     | Position    | Aufnahme |
| ------------- | ----------- | -------- |
| Heather Moyse | Schlussfrau | 2016     |